# Penteado

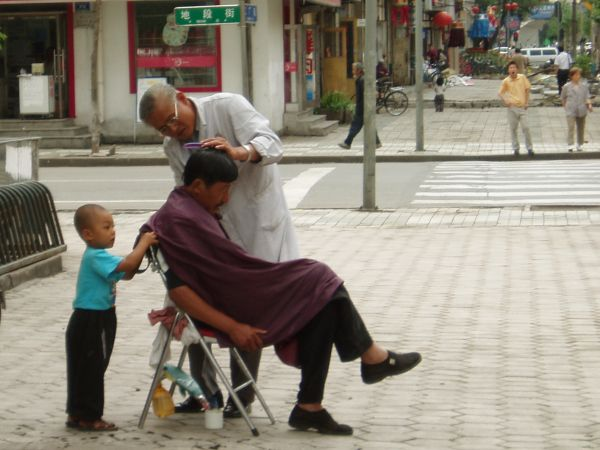
Um corte de cabelo em Harbin, China

Penteado é o estilo ou arranjo dado aos cabelos através do uso de pentes e escovas, do corte e outras técnicas, como o alisamento, permanente e a aplicação de tinturas.

## Tipos

### Asas
O penteado asas (Inglês: wings) é um penteado que se caracteriza pela formação de uma massa de cabelos que cai na testa e orelhas do usuário, produzindo uma onda natural que garante as pontas curvas para o exterior do rosto. O penteado é um atributo cultural da comunidade de skatistas e surfistas dos anos 2000. As asas geralmente são obtidas através do crescimento natural dos cabelos e da estabilização do mesmo na forma de uma asa com o uso de chapéus e bonés.